# سرخة سارو خليل (عباس الغربي)
سرخة سارو خلیل (بالفارسية: سرخه سارو خلیل) هي منطقة سكنية تقع في إيران في قسم عباس الغربي الريفي. يقدر عدد سكانها بـ 246 نسمة .